# Сушилица за салату
Сушилица за салату, оцеђивач за салату или спинер је кухињска алатка која се користи за прање и уклањање вишка воде из зелене салате. Ова алатка користи центрифугалну силу како би одвојила воду од лишћа салате. Одвајање воде је неопходно како листови не би постали млитави, и како би уље и различити додаци који се стављају у салату остали уз лишће. 
Уређаји који се користе за прање и цеђење салате постоје већ дуго времена (пронађен је и један примерак из 19. века), међутим савремене сушилице су настале тек седамдесетих година 20. века. Прве модерне уређаје патентирали су Французи Жан Мантеле и Гилберт Фоунето. Компанија Mouli Manufacturing Co. је 1974. представила прве сушилице салате са ручицом које су били намењене америчком тржишту, а друге компаније су ускоро представиле своје варијанте. Потражња за овим производом је била велика, међутим упркос својој популарности наилазио је и на критике, па су се неки питали због чега је уопште потребан.
Сушилице су обично направљене од пластике и састоје се од спољашње чиније, унутар које се налази преносиви ђевђир или друга посуда са рупичастом површином. Поклопац, који одговара спољашњој чинији, садржи механизам чије покретање доводи до тога да се унутрашња посуда окреће великом брзином. Вода кроз рупице у унутрашњој посуди излази у спољашњу посуду. Постоји велики број различитих механизама који се користе за рад уређаја, укључујући коленасте ручице, пумпе и кабл чијим се повлачењем покреће механизам. Сушилица за салату је једноставна за коришћење, али су њена величина и крут облик често критиковани.

## Историја

### Позадина
Иако се сушилица за салату сматра модерним изумом, многи уређаји су и раније обављали сличне функције, укључујући и један из 19. века који је сачуван. У време када су се модерне сушилице појавиле у продаји, већ је постојало неколико техника и алатки за сушење поврћа и салата. Једна таква алатка је била склопива жичана корпа, која би се рукама тресла и окретала како би се избацила вода. Овај метод су неки критиковали због непрактичности, а један писац га је сликовито описао као „стајање поред мокрог пса који се отреса“. Други производ је такође била жичана корпа намењена за употребу у судоперу. Корпа је гуменим чеповима причвршћивана за дно судопера. Међутим, и овај метод је често доводио до прскања онога ко рукује уређајем. За сушење салате након прања користили су се и папирни убруси или текстилни пешкири. Међутим, овај метод је доживљаван као дуготрајан и скуп.

### Рани патенти
Жан Мантеле је 1971. патентирао „сушилицу за салату“, ручни уређај заснован на центрифугалној сили, заједно са још једним уређајем који је назвао „кућна машина за сушење“, а који се такође могао користити за салату. Мантеле је био пазнати дизајнер апарата за домаћинство и оснивач француске компаније Moulinex. Три године касније патентирао је још једну сушилицу за салату, и био је посебно поносан на њихов дизајн. Један корисник је прокоментарисао како због новог производа не мора више „трести корпу за салату кроз кухињски прозор“.
Гилберт Фоунето, још један француски проналазач, сматра се творцем модерне сушилице за салату. Уређај који је патентирао 1973. такође је користио центрифугалну силу, али се разликовао у томе што је имао покретну унутрашњу корпу и што није имао централни део.

### Америчко тржиште
Компанија Mouli Manufacturing Co. је 1974. представила сушилицу за салату америчком тржишту, а друге компаније су ускоро представиле своје верзије уређаја. Сушилица се показала као велики комерцијални успех, међутим неки су је дочекали са скептицизмом. Производ је критикован као „још један гурмански гаџет“ и најновији примерак „кухињског смећа“ који се може додати растућој листи нових апарата која је укључивала кувала за хот догове и електричне уређаје за гуљење кромпира.
Сушилице за салату. Оцеђивачи салате. Перачи салате. Без обзира како их звали, наши људи навикнути на папирне убрусе прилазили су овим пластичним уређајима са уздржаношћу. Заправо, код неких је постојало отворено непријатељство.— Џуди Хеврдејс, Чикаго трибјун, 1979.

Упркос почетним резервама, сушилице су се добро продавале на америчком тржишту. Током пет година од њиховог увођења, продаја сушилица је учетворостручена, а процењује се да је само током 1978. продато 500.000 примерака. Продавнице посуђа нису могли да држе корак са потражњом и често су остајале без залиха уређаја. Производ се на крају свидео и скептицима, јер је владало уверење да доноси уштеду времена у односу на „заморни ручни метод“ који је подразумевао коришћење папирних убруса или пешкира. Према једној анализи из тог времена, новцем који се потроши на месечну залиху папирних убруса који су се користили за сушење салате, лако се могла купити нова сушилица за салату.

## Дизајн
Сушилице су обично направљене од пластике и састоје се од спољашње чиније, унутар које се налази покретна посуда са рупичастом површином. Поклопац, који одговара спољашњој чинији, садржи механизам чије покретање доводи до тога да се унутрашња посуда окреће великом брзином. Постоји велики број различитих механизама који се користе за рад уређаја, укључујући коленасту ручицу, пумпу и кабл чијим се повлачењем покреће механизам.
- Ручица или дршка
Ово су најстарије сушилице и раде кроз систем зупчаника. Ручка се окреће кружним покретима, што доводи до ротације зупчаника. Овај зупчаник је повезан са другим зупчаником који окреће унутрашњу посуду. Ова врста сушилица се описује као „незграпна“, као и њен механизам.[13] Овакав механизам такође захтева више физичког напора у односу на друге врсте сушилица.[12][13]

- Повлачење кабла
Код ове врсте механизам се покреће повлачењем кабла. Овај метод се сматра нежнијим за салату од метода са пумпом.[14]

- Притискање пумпе или дугмета
Сматра се да је ово најпопуларнија врста сушилице. Њом се управља притиском на пумпу која иницира окретање унутрашње посуде. Постоји дугме чијим се притискањем зауставља механизам. Пумпа се може увући и закључати у таквом положају, како би сушилица заузимала мање простора.[10][14]

- Електричне сушилице
Сушилице са електричним погоном су моћније од осталих врста и углавном се користе у комерцијалне или индустријске сврхе, јер могу окретати велике количине салате у исто време.[15][16]

## Употреба
Приликом служења салате од сирових листова, они морају бити чисти и суви, на шта се мора обратити пажња током припреме салате. Салата која није прописно опрана може бити потенцијално штетна, иако је ризик од заразе низак. Познато је да листерија и ешерихија коли могу бити присутне у неопраној салати. Прање салате може да смањи ризик од тровања храном. Сматра се да је раст броја случајева тровања храном допринео већој популарности сушилица за салату.
Сушење салате је важно и због тога што уље и разни додаци не приањају добро уз листове салате ако постоји вишак воде. Зелена салата која остане у води дуже време ће бити млитава и крхка.
Сушилица може послужити и за прање салате. Листови се стављају у унутрашњу корпу, а у спољашњу посуду се сипа вода. Салата се затим меша и оставља да стоји неко време пре него што се вода проспе. Овај процес се понавља неколико пута све док не нестане видљивих трагова прљавштине. Након тога се салата суши и вади из корпе.
Сушилице за салату су једноставне за употребу, међутим због своје величине и ригидног облика могу заузимати превише простора и бити тешке за чување и складиштење. Неки модели су мање стабилни и могу захтевати додатно учвршћивање при употреби.